# Cribrilaria radiata
Cribrilaria radiata is een mosdiertjessoort uit de familie van de Cribrilinidae. De wetenschappelijke naam van de soort is voor het eerst geldig gepubliceerd in 1803 door Moll.